# Колис
Колис (фр. Coolus) насеље је и општина у североисточној Француској у региону Шампањ-Арден, у департману Марна која припада префектури Шалонс ан Шампањ.
По подацима из 2011. године у општини је живело 207 становника, а густина насељености је износила 15,71 становника/km². Општина се простире на површини од 13,18 km². Налази се на средњој надморској висини од 84 метара (максималној 137 m, а минималној 82 m).

## Демографија
| 1962. | 1968. | 1975. | 1982. | 1990. | 1999. | 2011. |
| ----- | ----- | ----- | ----- | ----- | ----- | ----- |
| 179   | 189   | 230   | 223   | 200   | 226   | 207   |

График промене броја становника у току последњих година